# گروه پاسخ‌گویی حوادث رایانه‌ای
گروه پاسخ‌گویی حوادث رایانه‌ای (به انگلیسی: Computer emergency response team) نامی است که به گروه‌های تخصصی برای مدیریت رخدادهای امنیتی، داده شده است. بیشتر گروه‌ها به نام خود، عبارت اختصاری CERT یا CSIRT که مخفف 'گروه پاسخ‌گویی رخداد امنیتی است را اضافه می‌کنند. برای برخی از گروه‌ها حروف CERT به عنوان گروه آماده‌باش حوادث، تعبیر می‌شود که وظایف و فعالیتی یکسان را دارند.
نام گروه پاسخگویی حوادث رایانه، برای اولین بار به گروهی در دانشگاه کارنگی ملون اختصاص یافت. این نام نیز پس از آن برای گروه‌هایی با کارکرد مشابه در سراسر گیتی مورد استفاده قرار گرفت. برخی از گروه‌ها عنوان گروه پاسخگویی رخداد امنیتی را برای بیان فعالیت‌های تخصصی‌تر و مختص حوادث امنیتی خود انتخاب می‌کنند تا وظایفشان به‌گونه‌ای از سایر فعالیت‌های پشتیبانی، مجزا گردد.
تاریخچه گروه پاسخگویی حوادث به پیدایش کرم‌های رایانه‌ای مرتبط می‌شود. هرگاه فناوری نوینی پدید می‌آید، ایجاد روش‌های سوءاستفاده از آن نیز به سرعت پدیدار می‌شود (اولین کرم مربوط به وی.نت آی.بی.ام می‌شود). اندکی بعد کرمی که کرم موریس نام گرفت در تاریخ ۳ نوامبر ۱۹۸۸ فعالیت اینترنت را مختل نمود. این حادثه منجر به شکل‌گیری اولین گروه پاسخگویی حوادث در دانشگاه کارنگی ملون گشت که طی قراردادی با دولت ایالات متحده صورت پذیرفت.
با توجه به رشد و گسترش سریع بهره‌گیری از فناوری‌های اطلاعات و ارتباطات در سالی‌های بعدی، واژه جدید CERT یا CSIRT به بخش و واحد لاینفکی از ساختار سازمان‌ها برای حفظ اطلاعات و کاهش رخدادهای امنیتی و جلوگیری از بروز تبعات بعدی، تبدیل گشت.